# Batalla de Kassa
La batalla de Kassa se libró el 18 de octubre de 1685 en la ciudad de Kassa en el Reino de Hungría, actualmente Košice en Eslovaquia, entre los ejércitos del Imperio Otomano y del Sacro Imperio Romano Germánico.
El comandante austriaco, el mariscal de campo Eneas de Caprara, derrotó al ejército turco cerca de la ciudad y con esta victoria recuperó el control de los Habsburgo, que había perdido en 1682 a manos del líder de los Kuruc, Emérico Thököly. En ese momento, Košice estaba defendida por una moderna fortaleza  pentagonal o ciudadela, construida por los Habsburgo al sur de la ciudad en la década de 1670.